# 田辺学
田辺 学（たなべ まなぶ、1965年3月8日 - ）は、静岡県駿東郡小山町出身の元プロ野球選手（投手）。

## 来歴・人物
小学4年の時にリトルリーグに入る。中学時代は3年間補欠だった。裾野高校では2年生からエースになるが夏の県予選は2年連続で1回戦で敗退した。
卒業後は社会人野球の東京ガスに入団。
1984年の東京スポニチ大会準優勝に貢献して敢闘賞。熊谷組などの補強選手として都市対抗野球大会に5回出場。
1985年アジア野球選手権大会日本代表に選出される。
1987年のベーブルース杯では優勝を飾った。制球に難はあるが、威力ある速球を武器に活躍した。チームでは善波達也、石井章夫ともバッテリーを組んだ。
1987年のドラフト会議で横浜大洋ホエールズに6位指名されたが、都市対抗野球出場を目指すためチームに残留し1年遅れで入団した。秋季キャンプから参加した。
1989年は主にリリーフで25試合に登板した。
1990年8月に遊離軟骨の除去手術を行う。
1991年から先発に転向。
1992年に規定投球回数を投げ4勝9敗の成績を修めた。その後も先発中継ぎ問わずどの場面でも投げる貴重な左の先発として活躍した。
1997年若手の台頭もあり一軍未登板だったこともありこの年限りで現役を引退した。
引退後は、球団関連企業のベイスターズサービスに入社。横浜スタジアム近くのグッズショップ「ザ・ベイスターズ」に勤めていた。5年ほど勤めた後、現役時代の投手コーチであった高橋直樹の誘いを受けて、高橋が経営する整骨院に勤務する。2005年4月に独立し、横浜市南区に「まりん整骨院」を開業する。田辺自身は資格を持たないため施術をすることはなく、整骨院の一般業務や怪我・故障を予防するためのトレーニング方法の指導、投球フォームのアドバイスを行なっている。

## 詳細情報

### 年度別投手成績
| 年 度     | 球 団     | 登 板 | 先 発 | 完 投 | 完 封 | 無 四 球 | 勝 利 | 敗 戦 | セ 丨 ブ | ホ 丨 ル ド | 勝 率 | 打 者 | 投 球 回 | 被 安 打 | 被 本 塁 打 | 与 四 球 | 敬 遠 | 与 死 球 | 奪 三 振 | 暴 投 | ボ 丨 ク | 失 点 | 自 責 点 | 防 御 率 | W H I P |
| --------- | --------- | ----- | ----- | ----- | ----- | -------- | ----- | ----- | -------- | ----------- | ----- | ----- | -------- | -------- | ----------- | -------- | ----- | -------- | -------- | ----- | -------- | ----- | -------- | -------- | ------- |
| 1989      | 大洋 横浜 | 25    | 3     | 0     | 0     | 0        | 1     | 0     | 0        | --          | 1.000 | 178   | 39.0     | 32       | 4           | 35       | 0     | 1        | 37       | 2     | 0        | 19    | 16       | 3.69     | 1.72    |
| 1990      | 大洋 横浜 | 2     | 1     | 1     | 0     | 0        | 1     | 0     | 0        | --          | 1.000 | 32    | 8.0      | 5        | 1           | 3        | 0     | 0        | 4        | 0     | 0        | 2     | 2        | 2.25     | 1.00    |
| 1991      | 大洋 横浜 | 23    | 17    | 1     | 1     | 0        | 6     | 6     | 0        | --          | .500  | 433   | 97.0     | 81       | 7           | 65       | 2     | 1        | 73       | 5     | 1        | 44    | 41       | 3.80     | 1.51    |
| 1992      | 大洋 横浜 | 29    | 23    | 2     | 0     | 0        | 4     | 9     | 0        | --          | .308  | 593   | 131.1    | 125      | 12          | 84       | 1     | 4        | 98       | 7     | 0        | 63    | 56       | 3.84     | 1.59    |
| 1993      | 大洋 横浜 | 25    | 11    | 1     | 0     | 0        | 2     | 6     | 1        | --          | .250  | 402   | 90.0     | 84       | 8           | 53       | 3     | 4        | 70       | 6     | 2        | 46    | 45       | 4.50     | 1.52    |
| 1994      | 大洋 横浜 | 34    | 12    | 1     | 0     | 0        | 4     | 5     | 0        | --          | .444  | 408   | 99.0     | 83       | 6           | 43       | 2     | 0        | 74       | 8     | 0        | 30    | 28       | 2.55     | 1.27    |
| 1995      | 大洋 横浜 | 23    | 16    | 1     | 0     | 0        | 2     | 5     | 0        | --          | .286  | 393   | 86.1     | 101      | 11          | 45       | 1     | 5        | 47       | 4     | 0        | 55    | 53       | 5.53     | 1.69    |
| 1996      | 大洋 横浜 | 24    | 1     | 0     | 0     | 0        | 0     | 2     | 0        | --          | .000  | 136   | 27.1     | 37       | 3           | 20       | 0     | 0        | 16       | 6     | 0        | 24    | 21       | 6.91     | 2.09    |
| 通算：8年 | 通算：8年 | 185   | 84    | 7     | 1     | 0        | 20    | 33    | 1        | --          | .377  | 2575  | 578.0    | 548      | 52          | 348      | 9     | 15       | 419      | 38    | 3        | 283   | 262      | 4.08     | 1.55    |

- 各年度の太字はリーグ最高
- 大洋（横浜大洋ホエールズ）は、1993年に横浜（横浜ベイスターズ）に球団名を変更

### 記録
- 初登板：1989年4月11日、対広島東洋カープ1回戦（横浜スタジアム）、9回表に4番手で救援登板・完了、1回無失点
- 初先発登板：1989年5月9日、対読売ジャイアンツ3回戦（横浜スタジアム）、5回0/3を5失点で勝敗つかず
- 初勝利：1989年7月15日、対中日ドラゴンズ15回戦（ナゴヤ球場）、3回裏1死から2番手で救援登板、5回2/3無失点
- 初先発勝利・初完投：1990年6月30日、対阪神タイガース11回戦（藤崎台県営野球場）、6回2失点（6回裏2死降雨コールド）
- 初完封：1991年8月7日、対広島東洋カープ20回戦（広島市民球場）
- 初セーブ：1993年9月26日、対広島東洋カープ24回戦（広島市民球場）、7回裏から3番手で救援登板・完了、3回2失点

### 背番号
- 27 （1989年 - 1997年）
  - 入団発表時は32番だったが、1988年ドラフト3位入団の井上純外野手が着けることになり、27番に変更となった。